# (95851) Stromvil
(95851) Stromvil – planetoida z pasa głównego asteroid okrążająca Słońce w ciągu 4 lat i 22 dni w średniej odległości 2,54 j.a. Została odkryta 26 marca 2003 roku w Obserwatorium Astronomicznym w Molėtai (Litwa) przez K. Černisa i K. Zdanavičiusa.
Nazwa Stromvil odnosi się do systemu fotometrycznego opracowanego przez V. Straižysa, D.L. Crawforda i A.G.D. Philipa w roku 1996. System ten jest kombinacją fotometrycznych systemów: Strömgrena oraz Wileńskiego. Umożliwia klasyfikację wszystkich typów widma gwiazd jedynie w oparciu o pomiary fotometryczne.
Przed nadaniem nazwy planetoida nosiła oznaczenie tymczasowe (95851) 2003 FD123.